# Jane Eyre (miniserie televisiva 1983)
Jane Eyre è una miniserie televisiva prodotta dalla BBC e tratta dall'omonimo romanzo di Charlotte Brontë.

## Trama
Rimasta orfana, la piccola Jane Eyre viene mandata a vivere dalla zia, la perfida signora Reed, la quale la tratta con crudeltà e poi la manda a vivere a Lowood, un tetro istituto per orfani.

Anni dopo, Jane viene assunta come istitutrice della piccola Adele a Thornfield Hall, la casa del ricco Edward Rochester. Il carattere scontroso dell'uomo non impedisce la nascita di un forte legame tra i due.
Costretta a correre al capezzale della zia morente, Jane viene a sapere da lei che anni addietro un ricco zio l'aveva cercata per nominarla sua erede, ma la donna, che non voleva vedere la nipote ricca e felice, gli aveva detto che era morta.
Dopo la morte della zia, Jane fa ritorno a Thornfield, dove il signor Rochester le rivela di essere innamorato di lei e le chiede di sposarlo. Il giorno delle nozze, però, Jane scopre che l'uomo è già sposato con una donna pazza che vive segregata in un'ala del castello.
Inorridita, Jane lascia il castello ed inizia a vagare finché non giunge alla casa del vicario St John Rivers e delle sue due sorelle. In seguito Jane scoprirà che il giovane è suo cugino e che lei è ormai una donna ricca perché ha ereditato tutti i beni del lontano zio.
St John, che mira ai soldi di Jane, inizia a corteggiarla nella speranza poi di sposarla; ma Jane non si lascia conquistare e, dopo aver avuto uno strano sogno, decide di fare ritorno a Thornfield.
Qui trova il castello completamente in rovina ed apprende che è stato distrutto da un incendio appiccato dalla moglie pazza del signor Rochester, la quale poi si è uccisa gettandosi dal tetto.
Jane si reca allora dal signor Rochester, il quale ha perso la vista ed una mano nel tentativo di salvare la moglie dalle fiamme, ed accetta di sposarlo e di passare il resto della sua vita con lui.